# 雲のむこう、約束の場所
『雲のむこう、約束の場所』（くものむこう やくそくのばしょ）は、新海誠監督の長編アニメーション映画。2004年11月20日公開。『ほしのこえ』に続く、新海の2作目の劇場用アニメーション映画である。
本作は新海初の長編アニメーション作品であるとともに、監督・脚本・演出・作画・美術・編集のほとんどを新海1人で行った『ほしのこえ』に対し、初めて本格的に共同制作した作品でもある。
タイトルについて新海は、「『雲のむこう』という言葉には、登場人物たちの前向きな意志を込めています。今ではない、ここではない、彼らが目指すその先に『約束の場所』があるというような。僕自身が『約束の場所』と言えるような、明確な目標や理想を見つけたいというのがさしあたっての思いでした。」と述べている。また、北海道と本州が別々の国になっているという設定について新海は、「村上龍さんの小説『五分後の世界』をイメージしていたように思います。『五分後の世界』は、日本各地が分割統治された別世界の話なんです。僕は『いかにして引き裂くか』に興味があるので（笑）、その設定は使えると思いました。」と述べている。
2005年12月26日にはエンターブレインから加納新太による小説版が刊行された。さらに『月刊アフタヌーン』で佐原ミズによるコミカライズが連載された。2018年には舞台版が上演された。
2024年5月17日からFilmarks主催のリバイバル上映プロジェクトの第2弾として2週間限定で全国112館で上映された。また入場者特典として数量限定でポスタービジュアルを使用したクリアポストカードが配布された。

## あらすじ
もうひとつの戦後の世界では、1996年、日本は南北に分断されていた。世界の半分を覆う共産国家群「ユニオン」は「エゾ」（北海道がモデル。なお「エゾ（蝦夷）」は北海道の旧称。）を支配下に置き、島の中央にとほうもなく高い、純白の塔を建造しつつあった。しかしユニオンの意図は誰にもわからない。青森県の津軽半島に住む中学3年生の藤沢浩紀と白川拓也は異国の大地にそびえる塔にあこがれ、飛行機で国境の津軽海峡を越え、塔まで飛んで行く計画を立てていた。そのための飛行機ヴェラシーラも、山の上の廃駅の格納庫で製作が進んでいる。犯罪以外の何ものでもないこの計画は他言無用とされていたが、浩紀が口を滑らせたせいで、クラスメイトの沢渡佐由理にばれてしまう。さいわい佐由理はヴェラシーラに強い関心を持ち、計画の共犯者になってくれる。浩紀たちと佐由理は、「ヴェラシーラが完成したら佐由理を塔まで連れていく」と約束を交わす。ヴェラシーラが完成に近づくにつれ3人の仲も深まるが、佐由理はある日、塔の夢を見る。そして突然浩紀たちの前から姿を消す。佐由理をなくした浩紀たちはヴェラシーラの製作を止めてしまう。いまや、ヴェラシーラは佐由理のためのものでもあったからだ。
3年後の1999年、拓也は、塔の破壊を企てる反ユニオン組織ウィルタ解放戦線に内通し、在日米軍のアーミー・カレッジで塔の秘密を探っていた。拓也の指導教官の富澤常夫教授は、塔は宇宙の見る夢――平行宇宙を観測し、高精度な未来予測を行うためのシステムだと考えている。生物の脳には平行宇宙を感知する能力が僅かに備わっていると言われ、富澤研究室も類似の装置を保有しているが、塔の機能はそれらとは比較にならないほど強力だ。しかし塔は現在正常に作動していない可能性が高く、塔を中心とした半径数キロメートルの空間が平行宇宙の暗闇に侵食されている。富澤は、平行宇宙の侵食が停止しているのは、何らかの外因が塔の活動を抑制しているからではないかと推理する。やがて富澤は、塔の設計者エクスン・ツキノエには孫娘がおり、その孫娘――沢渡佐由理が原因不明の奇病で3年間眠り続けていることを突き止める。
一方、つらい思い出から逃げるために青森を離れ、東京に出た浩紀は、たびたび佐由理の夢を見ていた。夢の中では、佐由理は見知らぬ、荒廃した世界にひとり取り残され、孤独に苛まれながら浩紀の名前を呼んでいる。しかし夢の傍観者にすぎない浩紀にはどうすることもできず、苦しむ。そんなある日、浩紀のもとに佐由理が3年前に書いた手紙が届く。佐由理は原因不明の眠り病にかかり、治療のために東京の病院に入院したという。浩紀は病院に駆けつけるが、佐由理は他の病院に転院した後だった。しかし浩紀は佐由理のいた病室で白昼夢に襲われ、夢の世界で佐由理と邂逅する。夢はすぐに消えてしまったが、浩紀は佐由理を救うには約束を果たさねばならないと悟る。
佐由理を塔と繋がりのある人物だと考えた富澤は佐由理を東京の病院から青森の軍の病院に移送し、監視下に置く。そして浩紀が夢の中で佐由理と邂逅した瞬間、佐由理の意識レベルが一時的に上昇し、平行宇宙の侵食が拡大するのを目撃する。塔のとらえた平行宇宙の情報は、この宇宙を侵食するかわりに佐由理の夢に流れ込んでいる。もし佐由理が目覚めれば、この宇宙はまたたく間に平行宇宙に飲み込まれるだろう。数日後、富澤は拓也を眠る佐由理に引き合わせる。絶句する拓也に、富澤は「佐由理は数日中にアメリカ本土に移送される」と語る。貴重なサンプルを戦火から守るためだ。塔をめぐるアメリカとユニオンの軍事的緊張は極限に達しており、近々、本格的な軍事衝突に発展すると予想されていた。
浩紀は青森に戻り、拓也と再会する。浩紀は拓也に「ヴェラシーラに佐由理を乗せ、塔に連れていく。そうすれば佐由理は目覚める。」と伝え、協力を求める。佐由理の目覚めはこの宇宙の消失とほぼ同義であることを知る拓也は、一度は協力を拒絶するが、葛藤の末、佐由理を軍の病院から連れ出してきた。再び団結した浩紀と拓也はヴェラシーラの完成を急ぐ。やがてアメリカがユニオンに宣戦を布告し、津軽海峡で戦争が始まる。浩紀は佐由理を後部座席に乗せ、ヴェラシーラを発進させる。
戦闘の混乱にまぎれ、浩紀のヴェラシーラは塔に接近する。夢の世界では、佐由理が目覚めの予兆に震えていた。佐由理は、夢が消えたら、夢の中で気づいた浩紀への想いも消えてしまうと悟り、この気持ちだけは失くしたくないと懸命に祈るが、目が覚めると夢でのことは全て忘れてしまっていた。そして富澤の予想通り、平行宇宙の侵食は急激に拡大し、世界は暗闇に飲まれていく。浩紀はウィルタに託されたPL外殻爆弾を投下し、塔を壊して宇宙の消失を食い止める。だが約束の場所も永遠に失われる。
十数年が経ち、大人になった浩紀は故郷の津軽半島に足をはこぶ。思い出の廃駅は昔と変わらずそこにあったが、北の空に塔はなく、そして浩紀の隣には誰もいなかった。

## 登場人物
藤沢 浩紀（ふじさわ ひろき）声 - 吉岡秀隆
本作の主人公。中学時代は弓道部に所属していた。ムキになりやすいなど、少し子供っぽい性格。佐由理が2人の前から消えたショックから、約束の場所であった「ユニオンの塔」が見えなくなるよう、中学卒業後は東京の高校に進学し、学校寮に寄宿している。佐由理の影響を受けたのかヴァイオリンを弾き始め、拓也と再会した時には演奏ができるようになっていた。
白川 拓也（しらかわ たくや）声 - 萩原聖人
中学時代はスケート部に所属。ヒロキとは対照的に、理知的で大人びた性格。中学卒業後は、地元の高校に進学した。物理学に才があり、岡部の紹介で富澤研究室に外部研究員として参加し、「ユニオンの塔」の研究をしている。
沢渡 佐由理（さわたり さゆり）声 - 南里侑香
本作のヒロイン。浩紀と拓也が密かに思いを寄せている同級生。性格は非常に明るいが、どこか儚げな少女。ヴァイオリンが弾ける。ヴェラシーラで「ユニオンの塔」まで飛ぶことを楽しみにしていたが、中学3年の夏に原因不明の睡眠障害を発症し、東京の病院（小説版では、国鉄総合病院）に入院する。以後、2人の前から姿を消す。なお、沢渡が冒頭の授業中朗読しているのは、宮沢賢治の詩集『春と修羅』に含まれる「永訣の朝」である。
岡部（おかべ）声 - 石塚運昇
飛行機の部品代稼ぎのために、浩紀と拓也がアルバイトをする蝦夷製作所の社長。バツイチであり、南北分断によって妻と別れている。工場では米軍の下請けで、ミサイル等を組み立てている。富澤とは旧知の仲。
舞台版では下の名前が「智之」と設定され、「芳江」という名の妻が登場する。
富澤 常夫（とみさわ つねお）声 - 井上和彦
青森アーミーカレッジに所属する、戦時下特殊情報処理研究室の室長。「ユニオンの塔」の研究をしている。岡部とは旧知の仲。
舞台版では性別が女性になり、名前は「常子」となる。
笠原 真希（かさはら まき）声 - 水野理紗
富澤研究室で脳科学を研究する若き研究員。年下の拓也に想いを寄せている。
有坂（ありさか）声 - 木内秀信
富澤研究室に所属する大学院生。笠原らの同僚。
水野 理佳（みずの りか）声 - 中川里江
東京の高校で浩紀と知り合った少女。彼氏がおり浩紀を恋愛の対象外だと公言するものの、浩紀には特別な感情を抱いている。映画版では通学路で浩紀と共に数カット登場したきりだが、小説版では東京へ進学した以降の浩紀の行動に大きく関ってくる。
チョビ
岡部の工場に住みついている猫。NHKのショートアニメ『アニ＊クリ15』には「猫の集会」の主人公として、また『秒速5センチメートル』にも登場している。

## 用語
ユニオン
戦後日本の蝦夷（北海道）を占領している国。
塔の着工が「戦後直後の1974年」となっているが、現実の歴史との異同やどのような経緯、理由で戦後南北分断に至ったかまでは映画中に描写が無い。小説版によると、戦後にドイツと同様の分割統治によりソ連政府の占領下に置かれた北海道が、1956年にユーラシア大陸の全共産国家を統合する「ユニオン圏」に統合され、1975年に南との国交を断絶した、とある。
ユニオンの塔
南北分断後に蝦夷に建設された、純白の、巨大な塔。建設目的は不明。25年、日常の風景に同化した塔はあらゆるものの象徴で、国家や戦争や民族、あるいは絶望や憧れ、その受けとめ方は世代によっても違う。「塔」は誰もが手の届かないもの、変えられないものの象徴として見られている。
その物理的構造に関しては、「内部はナノネットの巨大なリボンで構成」等の富澤の発言がある。設計者は佐由理の祖父である物理学者「エクスン・ツキノエ」で、塔は平行宇宙の情報を受信するためのアンテナ施設、量子塔として建設された。物語では佐由理が原因不明の病気で眠り続けているが、これは塔の捉える平行宇宙の情報が何らかの理由で佐由理の脳に流れ込んでいることが原因であるとされる。
ウィルタ解放戦線
日本、蝦夷で活動するテログループ。南北統一を信念に活動している。名前の由来は、サハリンの先住民族であるウィルタ族から。リーダーは岡部であり、蝦夷製作所の工員もウィルタのメンバーである。後に、拓也も活動に参加する。
ウィルタは裏で米軍と繋がりがあり、「塔」を破壊するための「PL外殻爆弾」を米軍から入手する。この他にユニオンの役人買収、蝦夷への密航などと活動は様々である。

## モデルとなった場所
青森県のJR津軽線の施設や沿線が、作中の舞台のモデルとして使用されている。新海はTwitterで「学生時代に何度かひとり旅をして、東北、青森は静かで美しい場所だなあと思っていたんです」「ヒロキたちが使っている津軽線沿いの駅は実在のものです」と述べている。また、津軽線沿線について「僕の地元の風景とすごく似ているんです。小学生時代にスピードスケートをやっていたので、その風景も出しました。」と述べている。
2018年11月10日から12月9日まで青森県立美術館で「新海誠展」が開催されたのに合わせて、展覧会期間中に北海道新幹線奥津軽いまべつ駅（作中に登場する今別駅とは別の駅）では、日中（9時から17時まで）本作のテーマ曲が流された。またこの展覧会を契機として沿線自治体では「聖地」としてアピールをする動きが出ている。
なお、作中には東京大学の安田講堂が登場する。「日米軍事研究報告会」の会場として用いられている。

## キャスト
- 藤沢浩紀 - 吉岡秀隆
- 白川拓也 - 萩原聖人
- 沢渡佐由理 - 南里侑香
- 岡部 - 石塚運昇
- 富澤常夫 - 井上和彦
- 笠原真希 - 水野理紗
- 有坂 - 木内秀信
- 水野理佳 - 中川里江
- 蝦夷製作所工員 - 岩崎征実、竹本英史、平野貴裕
- 大学院生 - 前田剛、平野貴裕
- 女子生徒 - 中尾友紀、齊藤真紀
- 男子生徒 - 鯨井康介
- ラジオ放送 - 前田剛
- TVニュース - 竹本英史
- 駅/車内アナウンス - 岩崎征実
- 女性看護士 - 中川里江、齊藤真紀
- 病院院長 - 岩崎征実
- 米軍人 - Bretto COLEMAN
- NSA - Ian O'NEAL
- 巡視船警告 - 上世博及

## スタッフ
- 原作・脚本・監督 - 新海誠
- 絵コンテ・演出 - 新海誠
- キャラクターデザイン・総作画監督 - 田澤潮
- 作画監督補佐 - 西村貴世、鈴木ひろみ
- 作画監督 - 田澤潮、梶浦紳一郎
- 原画 - 畑智司、鈴木大司、細田直人、清水勝祐、牛来隆行、西村貴世、牧原亮太郎、植田和幸、岩崎大介、岩崎光洋、猪瀬富士夫、野道佳代、内野明雄、立田眞一、岡田万衣子、渡辺るりこ、浦野達也、青柳重美、飯塚葉子、鈴木ひろみ、清水博明、山﨑健志、立石聖、青木美穂、わたなべくにとし、佐藤清光、杉山了蔵、中西寛、村上やすひと
- 制作協力 - アスリード
  - アニメーションプロデューサー - 平松巨規
- 美術 - 丹治匠、新海誠
- 美術背景 - 丹治匠、新海誠、廣澤晃、馬島亮子、海老原靖、落合清、當眞新、渡邉丞、Hon Ji Heun
- 撮影 - 新海誠
- CGワーク - 新海誠
- ヴェラシーラ設定・モデリング - aflo_module、新海誠[注 3]
- 編集 - 新海誠
- 動画検査 - 清水晴光、上野美穂、諏訪真弘
- 色彩設計 - 新海誠
- 色指定・検査 - 一瀬美代子
- 動画・デジタルペイント制作協力 - アスリード
- 音響監督 - 新海誠
- アフレコ演出 - 三ツ矢雄二
- 録音エンジニア - 山田均
- 録音スタジオ - 神南スタジオ
- 音響効果 - 加藤昭二（アニメ・サウンド・プロダクション）
- MAスタジオ - 東京テレビセンター
- 音楽 - 天門
- 演奏
  - 第1バイオリン - 小池弘之
  - 第2バイオリン - 小池里枝
  - ヴィオラ - 斉藤和久
  - チェロ - 矢島富雄
- エンジニア - 三原典子 (Sound Inn Mixer’s Crew)
- 収録スタジオ - Sound Inn Studio
- 主題歌「きみのこえ」
  - 作曲・編曲 - 天門
  - 作詞 - 新海誠
  - 歌 - ♡（川嶋あい）
  - 補編曲 - 岡澤敏夫
- ポストプロダクション・現像 - IMAGICA
- 制作 - 新海誠、コミックス・ウェーブ
- ラインプロデューサー - 伊藤耕一郎
- 宣伝プロデューサー - 遠田尚美
- プロジェクト管理人 - 川口典孝
- スペシャルサンクス - 竹内宏彰
- 配給 - コミックス・ウェーブ
- 配給協力 - ファントム・フィルム
- 製作・著作 - 新海クリエイティブ、コミックス・ウェーブ

## 受賞
- 東京アニメアワード2003 公募作品特別部門表現技術賞[9]
- カナダファンタジア映画祭 アニメーション映画部門銀賞
- 第36回 星雲賞 アート部門[10]
- 第59回 毎日映画コンクールアニメーション映画賞
- 韓国SICAF2005 長編映画部門優秀賞[11]

## テレビ放送
| 回数 | テレビ局     | 放送日         | 放送時間      | 放送分数 | 視聴率 | 備考                                                                           |
| ---- | ------------ | -------------- | ------------- | -------- | ------ | ------------------------------------------------------------------------------ |
| 1    | テレビ東京   | 2013年5月11日  | 27:15 - 29:00 | 105分    | -      | 「サタ☆シネ」内で地上波初放送。 『言の葉の庭』の冒頭5分を放送した。            |
| 2    | テレビ朝日   | 2017年7月28日  | 27:05 - 28:45 | 100分    | 1.0%   | 新海誠特集として放送。                                                         |
| 3    | テレビ朝日   | 2018年1月2日   | 25:05 - 28:00 | -        | 1.9%   | 『君の名は。』が地上波初放送されることを記念して、『言の葉の庭』とともに放送。 |
| 4    | テレビ埼玉   | 2022年11月13日 | 19:00 - 20:40 | 100分    | -      | 新海誠監督最新作『すずめの戸締まり』公開記念。                                 |
| 5    | とちぎテレビ | 2022年11月13日 | 19:00 - 20:45 | 105分    | -      | 新海誠監督最新作『すずめの戸締まり』公開記念。                                 |
| 6    | 千葉テレビ   | 2022年11月16日 | 19:00 - 20:45 | 105分    | -      | 新海誠監督最新作『すずめの戸締まり』公開記念。                                 |
| 7    | テレビ神奈川 | 2022年11月18日 | 19:00 - 20:45 | 105分    | -      | 新海誠監督最新作『すずめの戸締まり』公開記念。                                 |
| 8    | 群馬テレビ   | 2022年11月20日 | 19:00 - 20:45 | 105分    | -      | 新海誠監督最新作『すずめの戸締まり』公開記念。                                 |

- 視聴率はビデオリサーチ調べ、関東地区・世帯・リアルタイム。

## 舞台版
2018年4月20日から4月24日まで東京国際フォーラムで、同年5月2日にNHK大阪ホールで、舞台版が上演された。

### キャスト
- 藤沢浩紀：辰巳雄大（ふぉ〜ゆ〜）
- 白川拓也：高田翔（ジャニーズJr.）
- 沢渡佐由理：伊藤萌々香（フェアリーズ）
- 岡部智之：松澤一之
- 富澤常子：湖月わたる
- 岡部芳江：浅野温子

### スタッフ
- 原作：新海誠『雲のむこう、約束の場所』
- 脚本： モトイキシゲキ
- 演出： 内藤裕子（演劇集団・円）
- 音楽： 鎌田雅人
- 主催・企画・製作： 舞台「雲のむこう、約束の場所」製作実行委員会（エイベックス・エンタテインメント、プロデュースNOTE、サンライズプロモーション東京）
- 協力： コミックス・ウェーブ・フィルム
- 制作協力： オレガ

## コンサート
2024年11月5日・6日、すみだトリフォニーホール大ホールで、11月20日にNHK大阪ホールで、スペシャル・リーディング・オーケストラ・コンサートを上演。

### キャスト
- 藤沢浩紀：佐藤龍我
- 沢渡佐由理：鈴木愛理（Wキャスト・東京公演）、大原櫻子（Wキャスト・大阪公演）
- 白川拓也：中村竜大
- 白川美子：黒田こらん
- 橋本昇：田中洸希
- 芦崎慎介：Taiyo
- 笠原真希：柏木ひなた
- 富澤常子：紅ゆずる
- 阿知良芳江：観月ありさ
- 岡部智之：橋本さとし

### 演奏
- 指揮：村上史昂
- 管弦楽：グランドフィルハーモニック東京

### スタッフ
- 原作：新海誠
- 音楽監修・テーマ曲：松任谷正隆
- 原作音楽： 天門
- 企画・構成：モトイケシゲキ
- 制作協力：コミックス・ウェーブ・フィルム、雲母社
- 主催：『雲のむこう、約束の場所』スペシャル・リーディング・オーケストラ・コンサート実行委員会（プロデュースNOTE、エイベックス・ライヴ・クリエイティブ、BS-TBS）

## 関連商品

### 小説
- 雲のむこう、約束の場所
エンターブレインより刊行。著者は加納新太。

### イラスト集
- 「雲のむこう、約束の場所」complete book
角川書店より刊行。著者は新海誠。

### 映像ソフト
- Blu-ray版 2008年4月18日発売
- HD DVD版 2008年4月18日発売
- DVD版 2005年2月17日発売
- メモリアル特典BOX 2005年11月24日発売
- DVD サービスプライス版 2009年6月18日発売

### サウンドトラック
劇中の主題歌を含むBGM全27曲を収録したサウンドトラック。
| #         | タイトル                                   | 作詞  | 作曲・編曲 | 時間 |
| --------- | ------------------------------------------ | ----- | ---------- | ---- |
| 1.        | 「メインテーマ」                           |       |            | 1:30 |
| 2.        | 「日常」                                   |       |            | 2:26 |
| 3.        | 「駅」                                     |       |            | 1:35 |
| 4.        | 「サユリ」                                 |       |            | 0:48 |
| 5.        | 「二人の計画」                             |       |            | 1:46 |
| 6.        | 「もう一つの夢」                           |       |            | 1:09 |
| 7.        | 「希望と憧れ」                             |       |            | 2:02 |
| 8.        | 「遠い約束」                               |       |            | 1:31 |
| 9.        | 「サユリの旋律」                           |       |            | 1:57 |
| 10.       | 「兆候」                                   |       |            | 1:24 |
| 11.       | 「無垢」                                   |       |            | 1:09 |
| 12.       | 「夏の終わり」                             |       |            | 1:09 |
| 13.       | 「探求」                                   |       |            | 1:50 |
| 14.       | 「世界の見る夢」                           |       |            | 0:35 |
| 15.       | 「誰もいない場所」                         |       |            | 0:57 |
| 16.       | 「孤独」                                   |       |            | 3:57 |
| 17.       | 「襲撃～眠り姫」                           |       |            | 1:52 |
| 18.       | 「ひとときの再会」                         |       |            | 5:06 |
| 19.       | 「永遠の夏」                               |       |            | 1:45 |
| 20.       | 「二人の葛藤」                             |       |            | 1:48 |
| 21.       | 「サユリの世界」                           |       |            | 1:00 |
| 22.       | 「タクヤの決意」                           |       |            | 2:19 |
| 23.       | 「ヒロキの旋律」                           |       |            | 1:13 |
| 24.       | 「開戦～ヴェラシーラ」                     |       |            | 1:36 |
| 25.       | 「雲のむこう、約束の場所」                 |       |            | 3:59 |
| 26.       | 「きみのこえ」(川嶋あい)                   |       |            | 5:39 |
| 27.       | 「パイロット版「雲のむこう、約束の場所」」 |       |            | 2:47 |
| 合計時間: | 合計時間:                                  | 54:49 |            |      |